# Enric Bagué
Enric Bagué i Garriga (Barcelona, 1900 – 1987) fue un historiador y editor español, especializado en la Cataluña medieval.

## Biografía
Se formó en los Estudios Universitarios Catalanes, donde estudió con Ferran Valls i Taberner y Francesc Martorell i Trabal. Fue profesor en el Institut-Escola de la Generalidad de Cataluña y de la Universidad Autónoma de Barcelona (1932-1939), al tiempo que hacía algunas sustituciones de Ferran Soldevila en el Escuela de Bibliotecarias.
Después de la guerra civil fue depurado por la represión franquista. Ejerció de profesor en la Escuela Virtèlia y en el Instituto Albéniz de Badalona.
El año 1981 fue distinguido con la Cruz de San Jorge.

## Obras
- La dona i la cortesia a la societat medieval, 1947
- Pequeña historia de la Humanidad Medieval, 1953
- La Alta Edad Media, 1953
- Alfons el Benigne, 1959
- Pere el Catòlic, 1960
- Noms personals de l'edat mitjana, 1975
- Història: primeres lectures, 1936, en colaboración con Jaume Vicens i Vives
- ARS. Història de l'Art i de la Cultura, 1956, en colaboración con Jaume Vicens i Vives
- Història universal. Viatge per la Història, 1968
- El meu amic l'artista, 1971
- Històries del meu país, 1974
- L'aventura dels avis, 1983